# Palast Ross

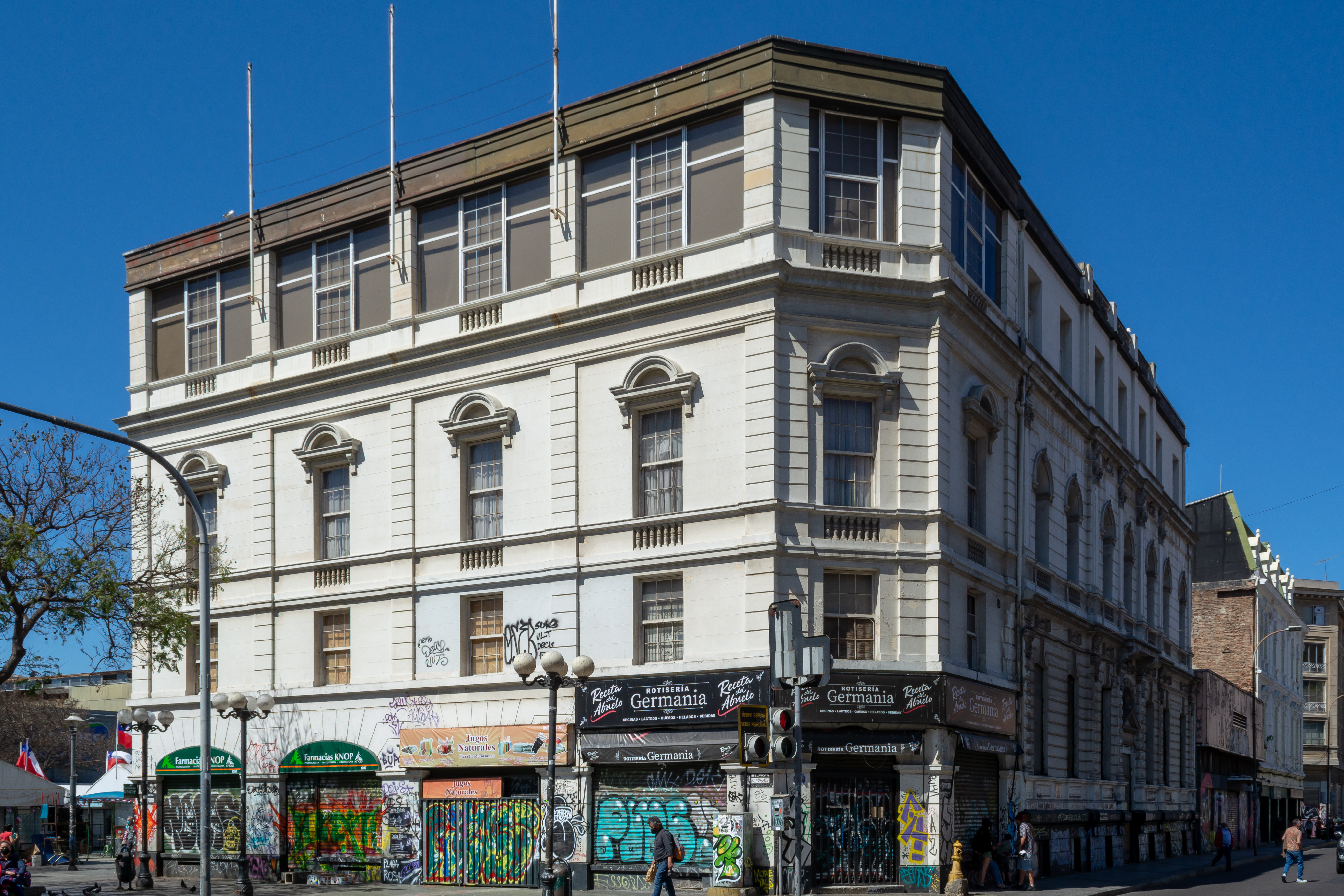
Palast Ross (2021)

Der Palast Ross (span. Palacio Ross) ist ein Gebäude im flachen Teil (Stadtzentrum) der Hafenstadt Valparaíso, Chile. Derzeit dient er als Standort für den Deutschen Club Valparaíso sowie für weitere deutsch-chilenische Institutionen mit Hauptsitz in der Region Valparaíso. 1976 wurde das Gebäude zum nationalen historischen Denkmal erklärt.

## Lage
Der Deutsche Club von Valparaíso befindet sich im flachen Teil der Stadt Valparaíso, im Stadtzentrum, zwischen den Straßen Bellavista, Salvador Donoso, Pudeto und Avenida Brasil, nur wenige Blocks von der Pazifikküste entfernt.

## Geschichte
Der Palast wurde durch die Initiative und die finanziellen Mittel von Juana Ross de Edwards (1830–1913) errichtet, um als Residenz für ihren Bruder, den chilenischen Politiker und Diplomaten Agustín Ross (1844–1926), zu dienen. Der Gebäudentwurf wurde vom chilenisch-deutschen Architekten Juan Eduardo Fehrmann erstellt und wurde 1888 eingeweiht. Der Baustil weist eine eklektische Gestaltung auf, wobei an der Fassade insbesondere neoklassizistische Elemente hervorstechen.
Nach dem Tod Agustins im August 1926 wurde sein Anwesen veräußert und von der Edwards Bank übernommen. Bei späterer Gelegenheit wurde das Gebäude an den Deutschen Klub der Stadt verkauft, der seit 1838 tätig ist und im Laufe der Jahre mehrere Standorte innehatte, bevor er sich schließlich an seinem heutigen festen Standort niederließ. Dadurch entwickelte sich das Gebäude zu einem zentralen sozialen Begegnungsort für die deutsche Minderheit der Stadt. 1929 wurde das Gebäude durch den Club in Richtung Bellavistastraße erweitert. Das Bauvorhaben erfolgte in Zusammenarbeit mit dem Architekturbüro Anwandter.
Der Palast wurde durch das Oberste Dekret Nr. 556 vom 10. Juni 1976 seitens des Nationalen Denkmalrats Chiles in der Kategorie Historisches Denkmal als Nationaldenkmal ausgewiesen.

## Bestandteile
Im ersten Obergeschoss des dreistöckigen Clubs befinden sich das Clubrestaurant, das für die Öffentlichkeit zugänglich ist, eine Bar, ein Leseraum, ein Spielbereich für Mitglieder sowie Einzelhandelsflächen. Das zweite Obergeschoss beherbergt vier Clubräume, namentlich die Kaiser-, Hamburg- und Juana-Ross-Räume, sowie den Konferenzraum, in dem drei Gemälde von Otto von Bismarck, Wilhelm II. und Maximilian von Spee hängen. Die dritte Etage ist insbesondere für die Unterbringung chilenisch-deutscher Institutionen vorgesehen, wie beispielsweise der chilenisch-deutschen Kulturgesellschaft, der Deutschen Wohlfahrtsgesellschaft sowie des Deutschen Wandervereins.